# Фотографії на стіні
Фотографії на стіні — радянський художній двосерійний телефільм 1978 року, знятий на Одеській кіностудії.

## Сюжет
Все благополучно в родині Сергія Ємельянова. Але одного разу, коли батьки перебували у відрядженні, приходить лист, в якому невідома жінка просить батька терміново прийти їй на допомогу. Сергій йде і знайомиться з Ніною Георгіївною та її прийомним сином Шурою…

## У ролях
- Дмитро Харатьян — Сергій Ємельянов
- Марина Нейолова — Ніна Георгіївна, колишня дружина батька Сергія
- Ніна Мамаєва — Ірина Олександрівна, бабуся Сергія
- Ліліана Альошнікова — мати Сергія
- Анатолій Ромашин — Сергій-старший (роль озвучена іншим актором)
- Олександр Донець — Антон Воробйов
- Анна Алексахіна — Тоська
- Андрій Харибін — Шура Ємельянов (Юров)
- Олена Максимова — Мотрона Федорівна (Жаба), сусідка Ніни
- Лідія Савченко — приятелька Ніни
- Ігор Шелюгін — Воронов, міліціонер, батько Олени
- Ігор Старков — капітан (озвучив Ігор Єфімов)
- Олександра Магницька — бабуля на пляжі
- Леонід Алексєєнко — епізод
- Володимир Волков — епізод
- Євген Філатов — Володя Алабін
- Зінаїда Дьяконова — Раєчка, подруга бабусі
- Валентина Губська — мама Олени
- Андрій Думініка — гість бабусі
- Ольга Пушна — гостя
- Микола Величко — гість
- Володимир Осляк — гість
- Софія Бєльська — гостя
- Віктор Бялецький — гість
- Олександр Стародуб — гість
- Леонід Маренников — гість
- Катерина Загорянська — епізод

## Знімальна група
- Режисер-постановник — Анатолій Васильєв
- Сценарист — Анатолій Алексін
- Оператори-постановники — Андрій Владимиров, Павло Степанов
- Художники-постановники — Юрій Богатиренко, Анатолій Наумов
- Пісні Булата Окуджави; музичне оформлення — Ернест Штейнберг
- Режисери — Іван Горобець, Н. Попова
- Оператор — Володимир Панков; асистент оператора: Ігор Чепусов
- Звукооператор — Ігор Рябінін
- Монтаж — Віра Бейліс
- Художники по костюмах — Л. Каширська, Л. Яремчук
- Художник по гриму — Л. Воробйова
- Художник-декоратор — А. Денисюк
- Комбіновані зйомки — оператор: Борис Мачерет, художник: Іван Пуленко
- Редактор — Е. Демченко
- Директор фільму — Олег Галкін